# Ermita de Nuestra Señora de Uralde
La ermita de Nuestra Señora de Uralde es un edificio situado en la localidad española de Araico, en la provincia de Burgos.

## Descripción
El edificio se encuentra en la localidad española de Araico, del municipio de Condado de Treviño, perteneciente a la provincia de Burgos, en la comunidad autónoma de Castilla y León. Aparece descrito en el segundo volumen del Diccionario geográfico-estadístico-histórico de España y sus posesiones de Ultramar de Pascual Madoz, en la entrada correspondiente a Araico, con las siguientes palabras:

A dist. de 1/4 de hora de la pobl. y junto al r. Ayuda, existe una ermita dedicada á Nra. Sra. de Uralde con un ermitaño que tiene la obligacion de enseñar los primeros rudimentos de leer y escribir á los niños de este pueblo y el de Grandival, verificándolo un año en cada uno; igualmente alternan de dos en dos años los indicados pueblos, en la presidencia de las festividades que se celebran en la ermita anualmente el 25 de marzo y 8 de setiembre.
(Madoz, 1846, p. 405)